# Clube Andraus Brasil
El Clube Andraus Brasil, es un equipo de fútbol profesional de Brasil ubicado en la ciudad de Curitiba, estado de Paraná. En la actualidad el equipo participa en la primera división del Campeonato Paranaense.

## Historia
Fundado el 22 de mayo de 2003, por el empresario Nadim Andraus, con sede en Campo Largo. Sus principales logros a nivel estadual son los títulos de la Tercera División de 2014 y 2019. Andraus Clube cuenta con centro de alto rendimiento propio, con instalaciones actas para el desarrollo de las diferentes categorías bases del club.

### Instalaciones
El club cuenta con centro de alto rendimiento propio ubicado en el sector de Campo Largo, el mismo cuenta con 3 campos de entrenamientos.

### Anécdotas
En 2014, tras perder el primer partido de la final por 2-0 ante Pato Branco y perder en la primera parte del segundo partido de la final, el presidente y dueño del club invadió el vestuario arbitral en el descanso y discutió con el padre del portero contrario en la grada detrás de la portería. Con los equipos ya posicionados para la reanudación del partido, el portero de Pato Branco abandonó el campo para defender a su padre y acabó expulsado. Al final del juego, Andraus dio la vuelta y con el marcador de 3 a 1 se convirtió en campeón por primera vez.
En 2019, Andraus venció a Arapongas en los penaltis después de dos empates sin goles en la final del campeonato y ganó el segundo campeonato.
El club ganó repercusión nacional en 2018 y 2020 a través de denuncias de amaño de partidos, con informes de TV Globo. En 2018, el dueño del club habría apostado contra el propio club en un partido válido por el campeonato Paranaense Sub-19 contra Portuguesa Londrinense, pronosticando que Andraus sería goleado en casa, hecho que ocurrió. En 2020, el equipo de Andraus fue sospechoso de montar un juego fantasma contra Serrano-PB, que movió R$ 10 millones en apuestas, pero no hay evidencia de que el juego haya ocurrido y de acuerdo con las medidas de prevención de Covid-19, lo hicieron. estaban prohibidos los juegos en el Estado de Paraná.
Además de estas acusaciones, el dueño del club ya fue suspendido por 660 días con una multa de alrededor de R$ 60.000 por agredir al árbitro Luís Marcelo Casagrande en el partido entre Andraus y Maringá, válido para la Copa FPF 2015.

### Campeones y ascenso a primera división estadual
En 2023 el Clube Andraus Brasil se consagra campeón de la segunda division del campeonato paranaense y consigue su primer ascenso a primera division del mismo de la mano del entrenador brasileño Claudemir Sturion.

## Palmarés
- Campeonato Paranaense Serie B: 1

2023
- Campeonato Paranaense Serie C: 2

2014, 2019